# Gullruten
Gullruten är en utmärkelse som sedan 1998 delas ut av den norska TV-branschen. Priset instiftades av Norske Film- og TV-produsenters forening och delas ut 13 kategorier. I kommittén sitter representanter för Norske film- og TV-produsenters forening, norska TV2, TVNorge, TV3 och NRK.